# Letztes Testament

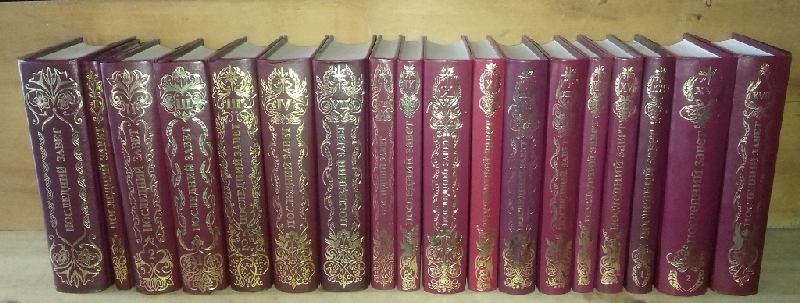
Alle Bände des Letzten Testaments

Das Letzte Testament ist die Lehre von Wissarion (bürgerlicher Name: Sergei Torop). Es ist in Buchform erschienen.
Wissarion sieht das Letzte Testament in der Folge des Alten und Neuen Testaments als Vervollständigung der Lehre Gottes.

## Struktur des Letzten Testaments
Das Letzte Testament ist eine Sammlung von Schriften Wissarions und den „Erzählungen von Wadim“.

### Die Schriften Wissarions
Bei den Schriften Wissarions handelt es sich um Lehrschriften der Kirche des Letzten Testaments.
| Bezeichnung                    | Kapitel | Wörter | Jahr    | Band  | Herausgeber                                   | ISBN          |
| ------------------------------ | ------- | ------ | ------- | ----- | --------------------------------------------- | ------------- |
| Verkündung                     |         | 6.954  | 1997    | I     | Vedische Kulturgesellschaft, Sankt Petersburg | 5-87383-114-9 |
| Buch der Ansprachen            | 42      | 36.322 | 1997    | I     |                                               |               |
| Grundlagenbuch                 | 12      | 13.845 | 1997    | I     |                                               |               |
| Nachwort                       |         | 7.339  | 1997    | I     |                                               |               |
| Gebote                         |         | 3.245  | 1997    | I     |                                               |               |
| Das Gebet                      |         | 494    | 1997    | I     |                                               |               |
| Zusammenkünfte                 | 8       | 27.278 | 1997    | I     |                                               |               |
| Die Letzte Hoffnung            | 18      | 42.911 | 2000    | III-1 | Masterskaya Zhizni Cheloveka                  | 5-85952-105-7 |
| Zeit der Wende                 | 12      | 26.876 | 2001    | III-2 | Masterskaya Zhizni Cheloveka                  | 5-85952-120-0 |
| Veröffentlichungen im Internet |         |        | ab 2016 |       |                                               |               |

#### Inhalt der Schriften Wissarions
Im Originaltext wurden den einzelnen Schriften bzw. Kapiteln keine Überschriften zugeordnet.
Dennoch soll hier der Versuch einer Inhaltsübersicht ausgewählter Werke gemacht werden, angelehnt an die Überschriften der übersetzten Texte, wie sie von Ökopolis e.V. veröffentlicht wurden.
- Verkündigung[5]
  - Die vier Grundreligionen: Taoismus, Buddhismus/Hinduismus, Christentum, Judentum/Islam
  - Zwei Ursprünge: Gott-Vater, der Alleinige, der Schöpfer und Gott-Sohn, der Himmlische Vater
  - Außerirdische Zivilisationen
  - Die drei Testamente: Altes, Neues und Letztes
- Grundlagenbuch
  - Kap. 01: Erschaffung des Universums / Geburt des Himmlischen Vaters[6]
  - Kap. 02: Über die Macht des Bösen[7]
  - Kap. 03: Gesetze der Entwicklung des Weltalls / Gesetze der Entwicklung der Seele[8]
  - Kap. 04: Übergang vom Reich der Macht zum Reich der Seele[9]
  - Kap. 05: Der Weg der Seele nach dem Tode[10]
  - Kap. 06: Das Gesetz der freien Wahl / Glaube / das Böse[11]
  - Kap. 07: Liebe, Partnerschaft und Familie / Mann und Frau[12]
  - Kap. 08: Entwicklung der Seele[13]
  - Kap. 09: Gesetze des Alleinigen / Gesetze des Himmlischen Vaters[14]
  - Kap. 10: Über das Wesen des Menschen, seine Schwächen, seine Möglichkeiten[15]
  - Kap. 11: Vorsehung, Schicksal und freie Wahl[16]
  - Kap. 12: Entwicklung des Individuums und der Menschheit[17]
- Buch der Ansprachen
  - Kap. 01: Entwicklung der Seele[18]
  - Kap. 02: Klöster der Zukunft[19]
  - Kap. 03: Über die Kindheit[20]
  - Kap. 04: Befriedigung des Körpers vs. Entwicklung der Seele[21]
  - Kap. 05: Leben in Einklang mit der Natur[22]
  - Kap. 06: Entfaltung der Seele durch Handlung[23]
  - Kap. 07: Über den Glauben / Das wahre Abendmahl[24]
  - Kap. 08: Kunst und Religion[25]
  - Kap. 09: Wahl des Berufs[26]
  - Kap. 10: Der Körper und die Entwicklung der Seele[27]
  - Kap. 11: Wissen / Schöpferische Tätigkeit[28]
  - Kap. 12: Künstlerisches Schaffen[29]
  - Kap. 13: Die Gesetze des Wissens und des Glaubens[30]
  - Kap. 14: Unterschiede der irdischen und der außerirdischen Entwicklung[31]
  - Kap. 15: Über den wissenschaftlich-technischen Fortschritt[32]
  - Kap. 16: Weg des Lichts vs. Weg der Finsternis[33]
  - Kap. 17: Über die Armee[34]
  - Kap. 18: Das Verhängnis unterschiedlicher Ansichten über das Wort Gottes[35]
  - Kap. 19: Glaube und Religion[36]
  - Kap. 20: Industrielle Produktion, verbunden mit Komfort und Habgier[37]
  - Kap. 21: Glaube wird sichtbar durch Handlungen[38]
  - Kap. 22: Natürliche Schönheit von Menschenhand erschaffen / Befriedigung körperlicher Bedürfnisse[39]
  - Kap. 23: Die Kunst des Helfens[40]
  - Kap. 24: Kreativität / Das Reale und das Irreale / Phantasie[41]
  - Kap. 25: Wissen von außerirdischen Zivilisationen / Verstandeswissen ohne Emotionen[42]
  - Kap. 26: Über den Glauben[43]
  - Kap. 27: Jüngstes Gericht / Die Wiederkunft Christi[44]
  - Kap. 28: Meditation[45]
  - Kap. 29: Erkennen der Wahrheit[46]
  - Kap. 30: Naturliebe zwischen Mann und Frau[47]
  - Kap. 31: Die Vereinigung verschiedener Lehren / Seelenentwicklung nur im Körper möglich[48]
  - Kap. 32: Schöpfer sein / Kindheit und Reife / Vorstellungskraft[49]
  - Kap. 33: Bildung einer „Einigen Familie“ der Menschheit[50]
  - Kap. 34: Einheitliches Verständnis in geistigen Fragen / Mehrheitsentscheidung in praktischen Fragen[51]
  - Kap. 35: Geben und Nehmen / Wohnen und Privatsphäre[52]
  - Kap. 36: Über den Umgang mit Autoritäten[53]
  - Kap. 37: Über die Philosophie[54]
  - Kap. 38: Vereinigung von geistigem und vernunftmäßigem Denken[55]
  - Kap. 39: Familie / Für den Nächsten dasein[56]
  - Kap. 40: Liebe deinen Nächsten[57]
  - Kap. 41: Ehe und Familie[58]
  - Kap. 42: Handwerk und Meisterschaft[59]
- Nachwort[60]
  - Realität und Illusion
  - Den Glauben durch Taten zeigen / Meisterschaft / Kreatives Schaffen
  - Jeder hat eine spezifische Aufgabe im Gesamtgefüge, die er erfüllen muss
  - Ihr seid geboren um zu geben, nicht um zu nehmen
  - „Ich bin zu euch gekommen in Fleisch und Blut“
  - Was zählt ist die Bemühung, nicht das Ergebnis
  - Eine immense geistige Arbeit ist erforderlich, sich von alten hinderlichen Mustern zu befreien
  - An der Hand des Lehrers voranschreiten
- Fragen und Antworten[61]
  - Das Geheimnis der höheren und niederen Welten – Hölle und Paradies
  - Die Seele nach dem Tod
  - Das Gesetz der Seelenwanderung – Reinkarnation
  - Die Geheimnisse der Finsternis – Das Böse, der Teufel, Luzifer
  - Über das Ende der Welt – das Jüngste Gericht
  - Außerirdische Zivilisationen

### Die Erzählungen von Wadim
Die Erzählungen von Wadim gleichen Jahresberichten, in denen Ereignisse – hauptsächlich inhaltliche oder wortgetreue Wiedergabe von Treffen Wissarions mit seinen Nachfolgern – aufgezeichnet wurden.
| Teil | Bericht des Jahres | Jahr | Band  | Herausgeber                                                              | ISBN              |
| ---- | ------------------ | ---- | ----- | ------------------------------------------------------------------------ | ----------------- |
| 1    | 1991               | 1997 | I     | Vedische Kulturgesellschaft, Sankt Petersburg                            | 5-87383-114-9     |
| 2    | 1992               | 1997 | I     |                                                                          |                   |
| 3    | 1993               | 1997 | I     |                                                                          |                   |
| 4    | 1994               | 1997 | I     |                                                                          |                   |
| 5    | 1995               | 1997 | I     |                                                                          |                   |
| 6    | 1996               | 1997 | I     |                                                                          |                   |
| 7    | 1997               | 1998 | II-1  | (keine Angabe)                                                           | (keine Angabe)    |
| 8    | 1998               | 1999 | II-2  | (keine Angabe)                                                           | (keine Angabe)    |
| 9    | 1999               | 2000 | III-1 | Masterskaya Zhizni Cheloveka                                             | 5-85952-105-7     |
| 9    | 1999               | 2001 | III-2 | Masterskaya Zhizni Cheloveka                                             | 5-85952-120-0     |
| 10   | 2000               | 2002 | IV    | Masterskaya Zhizni Cheloveka                                             | 5-85952-120-0     |
| 11   | 2001               |      |       | (nicht veröffentlicht)                                                   |                   |
| 12   | 2002               |      |       | (nicht veröffentlicht)                                                   |                   |
| 13   | 2003               | 2004 | VII   | Masterskaya Zhizni Cheloveka                                             | 5-85952-014-X     |
| 14   | 2004               | 2005 | VIII  | Masterskaya Zhizni Cheloveka                                             | 5-85952-021-2     |
| 15   | 2005               | 2007 | IX    | Masterskaya Zhizni Cheloveka                                             | (keine Angabe)    |
| 16   | 2006               | 2008 | X     | Masterskaya Zhizni Cheloveka                                             | (keine Angabe)    |
| 17   | 2007               | 2008 | X     | Masterskaya Zhizni Cheloveka                                             | (keine Angabe)    |
| 18   | 2008               | 2009 | XI    | Masterskaya Zhizni Cheloveka                                             | (keine Angabe)    |
| 19   | 2009               | 2010 | XII   | Masterskaya Zhizni Cheloveka                                             | 978-5-94035-436-9 |
| 20   | 2010               | 2011 | XIII  | Masterskaya Zhizni Cheloveka                                             | 978-5-94035-467-3 |
| 21   | 2011               | 2013 | XIV   | Masterskaya Zhizni Cheloveka                                             | 978-5-94035-495-6 |
| 22   | 2012               | 2014 | XV    | Masterskaya Zhizni Cheloveka                                             | 978-5-94035-520-5 |
| 23   | 2013               | 2015 | XVI-1 | Masterskaya Zhizni Cheloveka                                             | 978-5-94035-549-6 |
| 24   | 2014               | 2016 | XVI-2 | Kirche des Letzten Testaments                                            | 978-5-94035-558-8 |
| 25   | 2015               | 2017 | XVII  | Lokale Religiöse Vereinigung der Kirche des Letzten Testaments, Kuragino | 978-5-94035-562-5 |
| 26   | 2016               | 2017 | XVII  | Lokale Religiöse Vereinigung der Kirche des Letzten Testaments, Kuragino | 978-5-94035-562-5 |

## Beziehung zwischen dem Letzten und dem Neuen Testament

### Gemeinsamkeiten
Eine wesentliche Grundlage beider Testamente ist das Gebot der Nächstenliebe.
Im Letzten Testament heißt es in der "Verkündung":
"Viele Worte wurden in der heutigen Zeit über den Glauben geschrieben, viel wurde darüber philosophiert. Doch noch immer kann niemand erkennen, dass die ganze gewaltige Menge geschriebener Bücher in nur zwei Zeilen zusammengefasst werden kann: Liebe Gott! Und liebe deinen Nächsten! 
Denn wer zu lieben vermag, der würde niemals etwas Gottwidriges tun. 
Jahrhundert um Jahrhundert habt ihr das Gebot bewahrt und überliefert, welches aber in dieser ganzen langen Zeit noch niemand erfüllt hat und welches da lautet: "Liebet eure Feinde; segnet die, die euch verfluchen; tut Gutes denen, die euch hassen; und betet für die, die euch Böses tun und euch verfolgen."

Wissarion bezieht sich darin auf einen von Matthäus im Kapitel 5, Vers 43, überlieferten Text:
Ihr habt gehört, daß gesagt ist: "Du sollst deinen Nächsten lieben und deinen Feind hassen.".
Ich aber sage euch: Liebet eure Feinde; segnet, die euch fluchen; tut wohl denen, die euch hassen; bittet für die, so euch beleidigen und verfolgen.

### Wesentliche Unterschiede

#### Wissarion macht einen Unterschied zwischen dem Alleinigen, (dem Schöpfergott) und dem Himmlischen Vater.
Zitat aus dem Letzten Testament, Verkündung:
"Erkennt, Kinder Gottes, das große Geheimnis, dass der Schöpfer des Weltalls und euer Himmlischer Vater nicht ein und dieselbe Quelle sind.
Der Unterschied zwischen Ihnen ist derart, wie es sich auch im Wesen einer Blume zeigt. Es gibt eine Wurzel, aus der der Stängel der materiellen Ewigkeit hervorgeht und an dem sich einst eine wundersame einmalige Knospe entfaltete, die den Duft einer neuen Ewigkeit verströmte.
Zur Wurzel des Weltalls wurde der Alleinige oder, wie man Ihn im Osten nennt, das Absolute. Er ist der Große Vater des Weltalls und Vater von allem, was im Weltall existiert. Er ist der Ursprung der Wahrheit des materiellen Seins und die Quelle des Lebensgeistes (der materiellen Lebenskraft).
Für den Menschen ist der Himmlische Vater die wundervolle wohlduftende Knospe im Weltall. Er ist der Große Vater der menschlichen Seelen und der Sohn des Alleinigen. Euer Gott ist der Ursprung der Wahrheit des Geistigen Seins und die Quelle des Heiligen Geistes (der geistigen Lebenskraft).“
Hier ergibt sich ein Widerspruch zum Apostolischen Glaubensbekenntnis, in dem es heißt:

"Ich glaube an Gott, den Vater, den Allmächtigen, den Schöpfer des Himmels und der Erde..."
In diesem Bekenntnis sind Gott-Vater (der Schöpfer) und Gott-Sohn (der Himmlische Vater) eins.

#### Wissarion spricht über das Gesetz der Wiedergeburt (Reinkarnation)
Zitat aus dem Letzten Testament, Die Letzte Hoffnung:
"Wenn eure Seele nicht selbstständig während einer beliebigen Zeitspanne nach der Zerstörung des Körpers existieren könnte, so wäre der Heilige Plan des Großen Gottes zur Umwandlung der Harmonie der materiellen Welt nicht entstanden, denn die Erfüllung eines solchen Plans wäre unmöglich gewesen.
Und da eure Seele nicht nur fähig ist, außerhalb jeder Verbindung zum Körper zu existieren, sondern auch unermesslich lange, ohne sich dabei irgendwie zu verändern, schuf der Große Gott ein System einiger Gesetze, welche für die Wiedergeburten verantwortlich waren, die für eure Entwicklung günstig sind, und nur dank dieser kann man euch nach und nach auf dem Weg der Formung vorwärts bringen."

Die herkömmliche christliche Sichtweise steht dem Gedanken der Reinkarnation dagegen skeptisch gegenüber. Die Beauftragten der ev. Kirche für Sekten- und Weltanschauungsfragen Hansjörg Hemminger und Joachim Keden schreiben in der "Darstellung und Bewertung der Kirche des letzten Testaments":
"Nach Auffassung des Christentums ist aber das Leben des Menschen als Geschöpf Gottes einmalig und nicht wiederholbar. Von daher sind Reinkarnationsideen für den biblischen Glauben bedeutungslos, wenn nicht widersprüchlich. Torops eigenwilliges Verständnis von Reinkarnation, von Paradies und Hölle verdankt sich denn auch trotz der Verwendung biblischer Begriffe eher der Theosophie (s. u.) als christlichen Quellen."

#### Nach Wissarion erfolgt die Wiederkunft Christi heimlich und leise, und nicht spektakulär aus den Wolken
Zitat aus dem Letzten Testament, Buch der Ansprachen:
"Käme der Hausherr mit Blitz und Donnerkeilen in sein Haus, dann würden alle seine Untertanen die Omen sehen und rufen: "Wir glauben an Dich, wir haben Dich erwartet!" Unter ihnen werden aber auch jene sein, die erst vom Donner erwacht waren und ihren Herrn gar nicht erwartet hatten. Aber der Herr kommt heimlich, um jedermanns wahres Gesicht zu sehen, solange es noch unberührt ist von den gewaltigen Omen und solange der gierige Heuchler noch unverhüllt ist. Der Herr wird leise kommen und, an der Schwelle Seines Hauses sitzend, wird Er das Wasser des Lebens verteilen, das von Jenem kommt, der Ihn gesandt hat. Und jeder, der ein großes Herz besitzt und von dem Wasser des Himmlischen Vaters trinken möchte, wird kommen und seinen Durst stillen. Denn mit seiner Seele wird er empfinden, was von seinem Vater kommt."
Demgegenüber die Bibel bei Matthäus 24, Vers 30
"Und dann wird erscheinen das Zeichen des Menschensohns am Himmel. Und dann werden wehklagen alle Stämme der Erde und werden sehen den Menschensohn kommen auf den Wolken des Himmels mit großer Kraft und Herrlichkeit."
Und in der Offenbarung 1, 7:
"Siehe, er kommt mit den Wolken, und es werden ihn sehen alle Augen und alle, die ihn durchbohrt haben, und es werden wehklagen um seinetwillen alle Geschlechter der Erde."

#### Anstelle des "Vater unser" des Neuen Testaments tritt im Letzten Testament ein neues Gebet
Das neue Gebet Wissarions weist Elemente des Gebets des Neuen Testaments auf, wurde jedoch um einige Elemente erweitert, wobei insbesondere die Einbeziehung von "Mutter Natur" zu erwähnen ist.
| Neues Testament | Letztes Testament |
| --- | --- |
| Vater unser im Himmel Geheiligt werde dein Name. Dein Reich komme. Dein Wille geschehe, wie im Himmel, so auf Erden. Unser tägliches Brot gib uns heute. Und vergib uns unsere Schuld, wie auch wir vergeben unsern Schuldigern. Und führe uns nicht in Versuchung, sondern erlöse uns von dem Bösen. Denn dein ist das Reich und die Kraft und die Herrlichkeit in Ewigkeit. Amen. | Herr! Gnädiger Gott! Geheiligt werde Dein Name im Himmel und auf Erden, von einem bis zum anderen Ende des Weltalls! Herr! Stärke die Kräfte im Widerstand gegenüber den Mächten der Finsternis, nicht allein, um ihnen zu widerstehen, sondern auch, um Mutter Erde von diesem Unrat zu reinigen. Lehre, das Gute vom Bösen zu unterscheiden und in Ruhe und Kraft des Geistes zu bleiben, um Deinen Willen unter den Menschen würdig zu erfüllen. Stärke die Kräfte meiner Brüder und Schwestern – sowohl der mir nahestehenden als auch der mir unbekannten. Mögen sie Deine wahre Herrlichkeit erkennen und ihre Herzen mit Liebe erfüllen, und die dunklen Hindernisse auf dem Weg zum Licht überwinden. Und mögen sie einander ihre Hände reichen und sich unermesslich Seelenwärme schenken. Herr! Dein Wille geschehe! Und auf Erden sei ein Einiges Volk, das seine Mutter – die Natur – liebt, das vereint ist mit Dir in seiner Liebe und auf dem Weg der Wahren Geistigen Entwicklung fortschreitet, sich stützend auf Dein Letztes Testament. Amen. |

## Beziehung zwischen dem Letzten und dem Alten Testament
Laut Wissarion entstammen die beiden Testamente unterschiedlichen Quellen.
Deswegen gibt es zwischen ihnen keine inhaltlichen Bezüge.
Gemäß Wissarion bezieht sich das Alte Testament auf den Schöpfer, wohingegen sich die Aussagen sowohl des Neuen als auch des Letzten Testaments auf den Himmlischen Vater beziehen.

## Kritik
Kritische Äußerungen vonseiten der Evangelischen Kirche findet man vor allem von den Beauftragten für Sekten- und Weltanschauungsfragen Hansjörg Hemminger und Joachim Keden, unter anderem in der "Darstellung und Bewertung der Kirche des letzten Testaments".
Dort werden von Hemminger und Keden u. a. folgende Aspekte kritisch beleuchtet
- Unbelegte Aussagen bezogen auf das Leben Jesu: "Torop vermittelt ein eigenartiges Bild von Jesus Christus: Eine Vielzahl von Erzählungen, die er von Jesu Erdenleben, von seinem Kreuzestod und seiner Auferstehung sowie von seinen Jüngern übermittelt, lassen sich weder inhaltlich, noch historisch mit dem biblischen Zeugnis vereinbaren. Manche dieser Geschichten tragen legendenhafte Züge, andere sind literarischen Werken entlehnt und entsprechend umgestaltet. Sie beanspruchen aber Wort Gottes zu sein. Einige Zitate belegen die Veränderung biblischer Texte bzw. die Ausschmückung der biblischen Tradition im Sinne von Torop." Dem folgen Zitate, die u. a.
  - Eigenarten von Jesus zu dessen Lebzeiten beschreiben
  - die Behauptung beinhalten, Jesus habe 14 Jünger gehabt
  - Aussagen darüber enthalten, wie lange Jesus am Kreuz gehangen hat
  - die Behauptung aufstellen, Wissarion wisse die Stelle des Grabes der Mutter Maria (wo er auch auf seiner Israelreise niederkniete)
  - Wissarions Stellungnahme zur "Wiederkunft in den Wolken" beinhalten
- Wissarion schaffe eine Endzeitvision, um Massen an sich zu binden: "Mit angstbesetzten Endzeitvisionen ist es erfahrungsgemäß möglich, eine verschworene, elitäre Gemeinschaft zu schaffen, die sich in der Hoffnung auf die einzig rettende Arche bedingungslos an die Gruppe und den Meister bindet. Die folgenden Zitate belegen unseren Erachtens diese Wertung". Dem folgen Zitate aus Wissarions Schriften, in der er auf eine bevorstehende Apokalypse hinweist.
- Es wird darauf hingewiesen, dass Wissarion Mutter Erde als lebendiges Wesen betrachtet: "Torops besondere Aufmerksamkeit gilt der Mutter-Erde. Von ihr hat er einerseits ein mystisch-personenhaftes Verständnis."
- Kritische Hinweis auf Wissarions Aussagen zur Reinkarnation (Wiederverkörperung der Seele).
- Es werden Äußerungen Wissarions zum Thema Krankheiten und Heilung kritisiert, wobei die Behauptung im Raume steht, Wissarion rate ab, bei Krankheiten ärztliche Versorgung in Anspruch zu nehmen: "Torop ist davon überzeugt, dass Kranksein und Krankheiten mit Einflüssen aus dem Universum zu tun haben."
- Ebenfalls werden Äußerungen Wissarions zum Thema Selbstmord kritisiert: "Seine Aussagen zum Suizid sind mißverständlich und widersprüchlich.". Dem folgt jedoch ein Zitat aus dem Letzten Testament, in der Wissarion Selbstmord eindeutig ablehnt:  "Vissarion, wie bewertest du den Suizid... und hat der Mensch ein Recht auf Suizid?" fragte ein Mädchen. "Der Mensch hat nicht so ein Recht. Ich sagte euch: die Realität - das ist der Wille Gottes. Euch wurde dieses Leben gegeben, das ist der Wille Gottes, und keiner kann es außerhalb seines Willens von euch nehmen. Um so mehr habt ihr selbst nicht das Recht, das Leben zu verlassen."
- Es wird eine konservative Sichtweise der Mann-Frau-Beziehung konstatiert: "Sergej Torop vertritt auf dem Hintergrund seiner Weltanschauung ein konservatives Männer- und Frauenbild. Er geht dabei von zwei Prinzipien aus. So ordnet er dem Mann das Geistige und der Frau das Natürliche zu."
- In einer abschließenden Bewertung wird Wissarions Lehre als Konglomerat unterschiedlicher Weltanschauungen dargestellt. "Torops "Predigten" und "Belehrungen" bestehen aus einem Gemenge verschiedener Glaubenselemente. Aufgrund der Vermischung und gegenseitigen Durchdringung unterschiedlicher Gedankenwelten ist es in diesem Rahmen nur möglich, einige der Überlieferungsstränge aufzuzeigen, aus denen der "einheitliche Glaube" Vissarions schöpft."
- Hemmingers und Kedens Fazit: "Wenn die Gemeinschaft in der russischen Taiga so radikal lebt, wie Torop es predigt, könnte aus seiner Erfolgsgeschichte nicht nur eine Sektengeschichte werden. Es wären dann auch Schäden an der physischen und psychischen Unversehrtheit nicht auszuschließen. Wenn es der Siedlung allerdings gelingen sollte, zwischen praktischen Notwendigkeiten und religiösen Imperativen Kompromisse zu machen, könnte die künftige Geschichte auch anders verlaufen. Das wird nicht unerheblich von Vissarion selbst abhängen."

Die Russisch-Orthodoxe Kirche betrachtet Wissarion als den falschen Messias und das Letzte Testament als Häresie.

## Filmberichte unabhängiger Autoren über Wissarion und seine sibirische Gemeinschaft
- Glocken aus der Tiefe / Originaltitel Bells from the Deep – Faith an Superstition in Russia, Dokumentarfilm von Werner Herzog, 1993.[75]
- In Search of the Vissarion – The Second Coming of Chris, von Benjamin Wigley, 2009.[76]
- The Second Coming, Dokumentation von National Geographic, 2010.[77]
- I Am Jesus ist eine 75-Minuten-Doku der Fabricia Production (Italien/USA) aus dem Jahre 2010.[78]
- Jesus of Siberia, Dokumentation von VICE TV (USA), 2012.[79]
- Jesus of Siberia, Dokumentation von 16:9 TV (Kanada), 2012.[80]
- Jesus of Siberia, Dokumentation von SBS Dataline (Australien), 2013.[81]
- Christmas with Christ, Dokumentation des norwegischen Fotografen Jonas Beniksen, gesendet bei NRK TV (Norwegen), 2017.[82]